# Apochromat

Strahlengänge verschiedenfarbigen Lichtes durch einen Apochromaten

Als Apochromat (griech. für frei von Farben, farblos) bezeichnet man ein optisches System, z. B. ein Objektiv, bei dem der Farbfehler weitestgehend korrigiert ist, so dass nur noch eine sehr geringe Variation der Schnittweite mit der Wellenlänge besteht. Außerdem muss dabei der Gaußfehler gering sein.
Der Idee nach ist ein Apochromat also ein System, bei dem diejenigen Abbildungsfehler, die bei visueller Beobachtung am meisten stören, für mehr als zwei Wellenlängen korrigiert sind. Die Apochromate sind eine Weiterentwicklung der Achromate. In der Regel sind es Optiken mit Linsen aus drei verschiedenen Glassorten, von denen mindestens eine einen von der Norm abweichenden Dispersionsverlauf hat.

## Definition nach Abbe
Der Begriff der Apochromasie wurde zuerst von Ernst Abbe eingeführt. Nach Abbe ist ein Apochromat ein optisches System, dessen Farblängsfehler für drei Wellenlängen behoben ist und außerdem die Farbabhängigkeit der sphärischen Aberration, der Gaußfehler, für zwei weit voneinander entfernte Wellenlängen korrigiert ist.

## Funktionsweise
Bei einer einfachen Linse werden die durchlaufenden Lichtstrahlen – abhängig von ihrer Wellenlänge – unterschiedlich stark gebrochen und treffen somit nicht genau auf demselben Punkt der Bildebene auf. Es entstehen Unschärfen und Farbsäume (siehe chromatische Aberration).
Durch Kombination zweier unterschiedlicher Linsen kann dieser Fehler vermindert werden. Die  Konstruktion solcher achromatischer Linsensysteme beruht darauf, dass das Verhältnis von Brechungsindex und Dispersion für verschiedene Glassorten unterschiedlich ist, was sich in verschiedenen Abbe-Zahlen ausdrückt. Wäre das Verhältnis gleich, gäbe es keine Möglichkeit, den Farbfehler von Linsensystemen auszugleichen. Der verbleibende Farbfehler eines Achromaten wird durch eine Maßzahl beschrieben, welche die Schnittweite bei drei Wellenlängen in Beziehung setzt, das sogenannte sekundäre Spektrum.
Verwendet man mindestens eine Linse aus Glas (oder anderem Material) mit besonderen Dispersionseigenschaften, wie Fluorit, Langkronglas (Fluorkronglas) oder Kurzflintglas, kann man das sekundäre Spektrum reduzieren und beim echten Apochromaten ganz beseitigen. Im Prinzip genügen dafür zwei Glassorten (z. B. Fluorkron und Flint). Dabei sind aber zur völligen Korrektur des sekundären Spektrums stark gekrümmte Flächen nötig, was zu Lasten anderer Abbildungsfehler geht. Mit mindestens drei Linsen aus drei verschiedenen Gläsern erzielt man ein besseres Ergebnis.

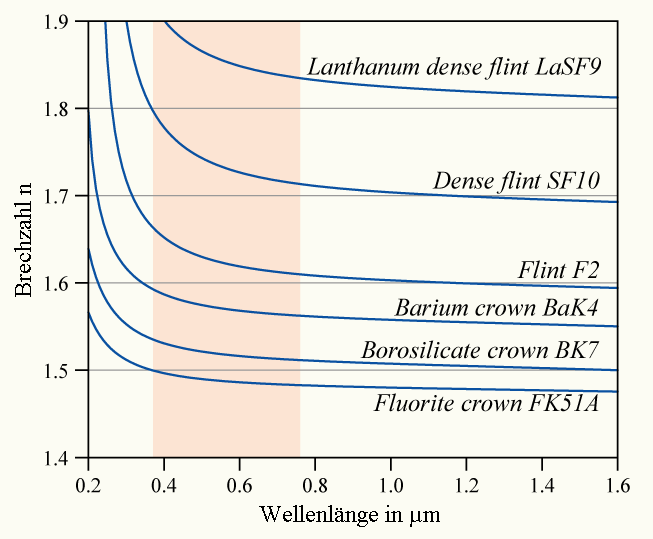
Abhängigkeit des Brechungsindex von der Wellenlänge für einige optische Gläser

Bei gewöhnlichen optischen Glassorten ist die Teildispersion eng mit der allgemeinen Dispersion (Abbe-Zahl) verknüpft: Mit abnehmender Abbe-Zahl erhöht sich die Teildispersion im kurzwelligen (blauen) Bereich des Spektrums stärker als im langwelligen. Das heißt, die Dispersion bei kurzer Wellenlänge ist im Vergleich zu der bei langer Wellenlänge umso größer, je größer die Dispersion insgesamt ist. Beim Auftragen des Brechungsindex über der Wellenlänge äußert sich das in einer stärker durchgebogenen Kurve. Dies ist die Ursache des sekundären Spektrums. Wenn man nur solche gewöhnlichen Gläser verwendet, kann man das sekundäre Spektrum nicht wesentlich reduzieren.
Langkronglas besitzt eine vergleichsweise hohe Teildispersion im kurzwelligen Bereich des Spektrums, verglichen mit gewöhnlichen Glassorten mit ähnlicher Abbe-Zahl. Kurzflintglas hat hier hingegen eine relativ geringe Teildispersion. Solche speziellen Glassorten ermöglichen es, das sekundäre Spektrum zu beeinflussen.
Man begnügt sich oft mit einer erheblichen Reduktion des sekundären Spektrums, statt es völlig zu beseitigen. Diese Systeme werden teilweise als Halbapochromate bezeichnet, zum Teil auch als verbesserte Achromate.

## Astronomie

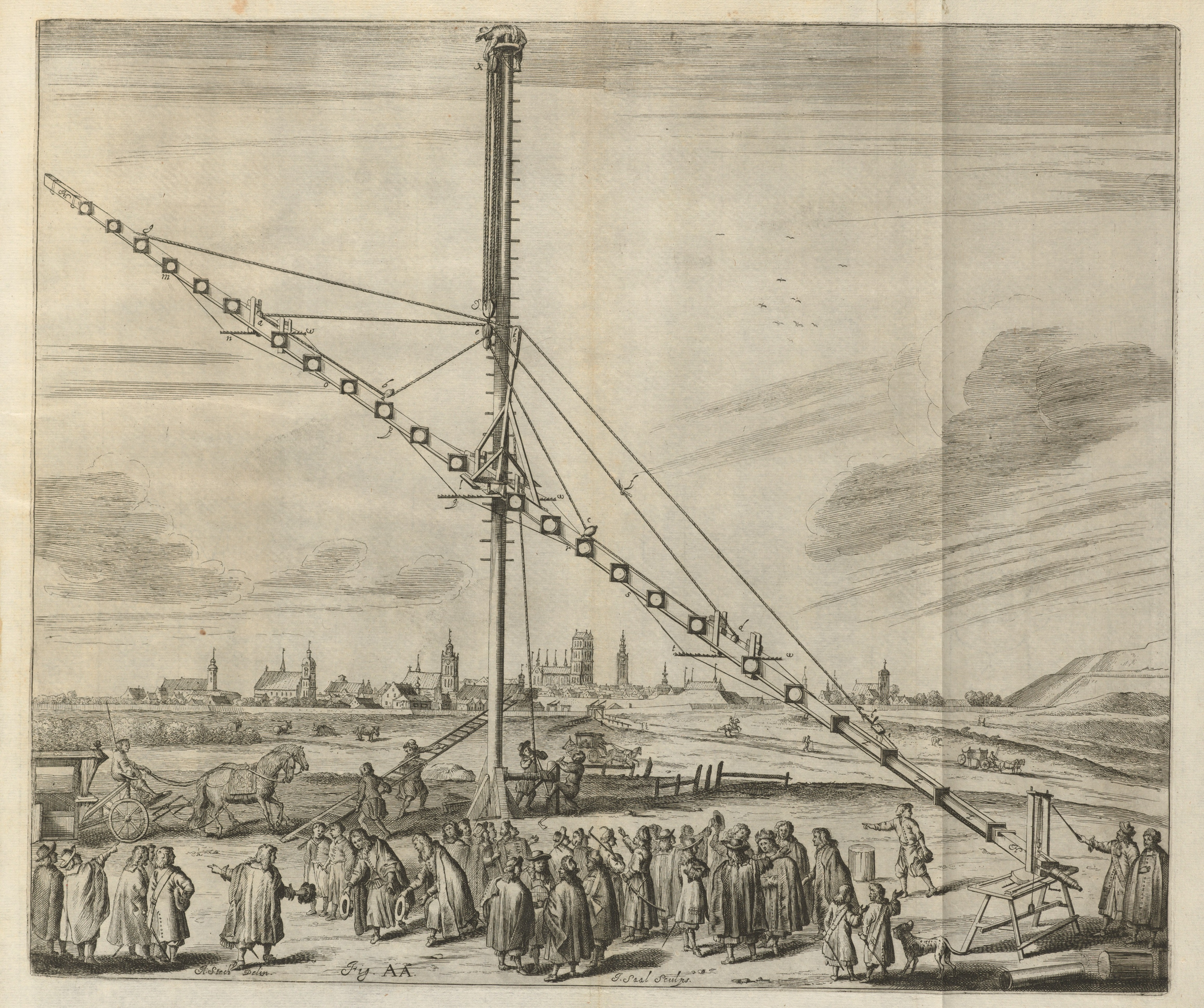
Teleskop von Johannes Hevelius. 46 m lang zur Verringerung der Abbildungsfehler der einzelnen Objektivlinse

Der klassische Weg zur Verringerung des Rest-Farbfehlers von Linsenfernrohren, z. B. in der Astronomie, war die Wahl immer längerer Brennweiten (relativ zur Öffnung). Erst der Wunsch nach kompakteren und lichtstärkeren Teleskopen (f:8 oder kürzer) führte zur Nachfrage nach den wesentlich teureren Apochromaten. Diese bestehen meist aus drei Linsen, die an einer oder zwei Kontaktflächen verkittet oder mit Öl gefügt sein können.

## Mikroskopie
Da Mikroskop-Objektive für höhere Vergrößerungen immer mit großer Öffnung (numerische Apertur) arbeiten, um die nötige Auflösung zu erzielen, ist der Farbfehler hier besonders störend, und die Entwicklung apochromatischer Objektive durch Zeiss galt als großer Fortschritt. Für die Mikroskopfotografie kommen weitere Anforderungen wie die Ebnung des Bildfeldes auch in den Randbereichen hinzu; Objektive, die dies leisten, heißen Planapochromaten, sie wurden 1938 von Hans Boegehold bei Carl Zeiss entwickelt.

## Fotografie und Spektive
In der Fotografie werden Objektive mit (teilweise) korrigiertem sekundärem Spektrum häufig mit der Abkürzung „APO“ gekennzeichnet. Dabei handelt es sich vor allem um höherwertige, lichtstarke Teleobjektive. Insbesondere beim Fotografieren mit Offenblende wird damit eine merklich gesteigerte Abbildungsqualität erzielt. Diese Fotoobjektive sind aber nicht immer echte Apochromate, denn diese erfordern einen hohen konstruktiven Aufwand. Oft werden bereits Objektive mit deutlich reduziertem sekundären Spektrum mit der APO-Kennzeichnung versehen.

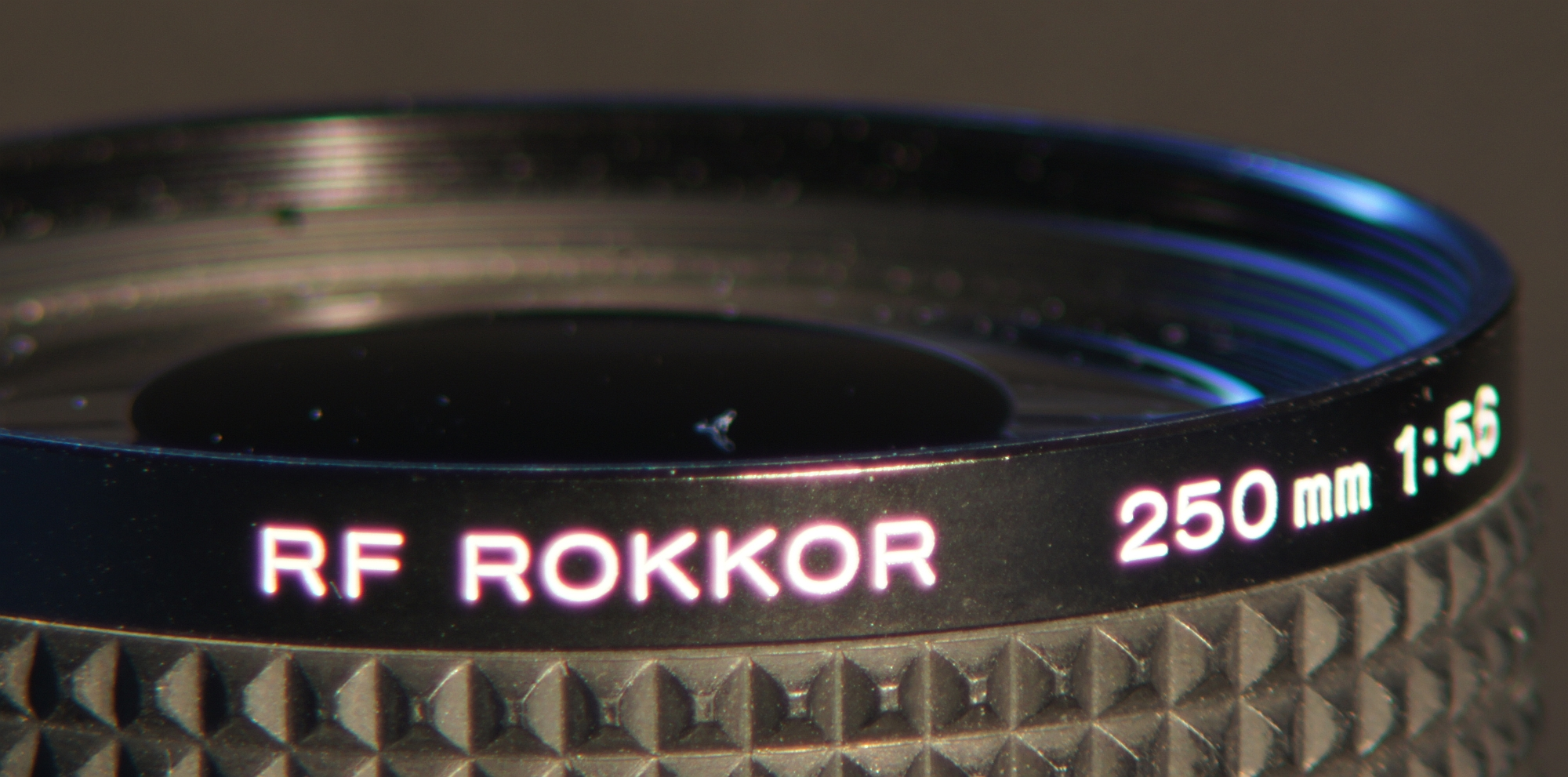
Sphärochromatismus: magentafarbene Farbsäume vor der Schärfeebene, grüne dahinter

Objektive mit nicht oder teilweise korrigiertem sekundärem Spektrum weisen Sphärochromatismus auf. Er entsteht, weil das Licht mit mittlerer Wellenlänge (Grün) vom System stärker gebündelt wird als das Licht mit kurzer oder langer Wellenlänge (Rot und Blau: Magenta). Wenn eine Kante etwas weiter entfernt ist als die Ebene bester Schärfe, dann wird das von ihr ausgehende Licht vor der Bildebene gebündelt. Dabei wird das grüne Licht weiter vor der Bildebene gebündelt als das rote und blaue, und es läuft danach weiter wieder auseinander, bis es die Bildebene erreicht. Deshalb streut das grüne Licht vom hellen in den dunklen Bereich ein, und die Kante bekommt einen grünen Farbsaum. An Kanten, die näher als die Ebene bester Schärfe sind, ist es das rote und blaue Licht, das stärker zerstreut wird, denn sein Brennpunkt liegt nun weiter von der Bildebene entfernt (dahinter).
Hersteller wie Zeiss, Leica, Swarovski, Nikon, Kowa u. a. haben Spektivreihen im Programm, die ebenfalls mit der APO-Technologie ausgestattet sind. Diese Spektive sind ein wenig schwerer als die baugleichen Geräte ohne APO und kosten deutlich mehr. Die bessere Farbqualität und der höhere Kontrast sind bei astronomischen Beobachtungen nahezu unerlässlich.